# ベン＝ユスフ・メイテ
ベン＝ユスフ・メイテ（Ben-Youssef Méité, 1986年11月11日 - ）はコートジボワールの男子陸上競技選手。専門は短距離走。ラギューヌ州アビジャン出身。
室内60mと100mと200mの元コートジボワール記録保持者。

## 主な経歴
2005年にニジェールのニアメで開催されたフランス語圏競技大会の200mと4×100mリレーで金メダルを獲得し、2冠を達成した。
2009年にレバノンのベイルートで開催されたフランス語圏競技大会の100mで金メダル、200mでもモーリシャスのステファン・バックランドらを破って金メダルを獲得し、2冠を達成した。同大会における200mでの金メダル獲得はコートジボワール初、2連覇は大会初だった。
2010年にケニアのナイロビで開催されたアフリカ陸上競技選手権大会で100mで金メダル、200mで銀メダルを獲得している。100mでの金メダルは、同大会同種目においてコートジボワール初の快挙だった。
2012年にベナンのポルトノボで開催されたアフリカ陸上競技選手権大会では、200mでコートジボワール初の金メダルを獲得した。
2012年ロンドンオリンピックの開会式ではコートジボワール選手団の旗手を務めた。出場した100m予選で10秒06のコートジボワール記録（当時）を樹立した。
2013年はロンドンオリンピック100m準決勝で負傷した左足つま先の治療に専念。2連覇がかかっていた2014年のアフリカ陸上競技選手権大会200mはマラリアにかかったため出場できず、2年間国際大会から遠ざかった。
2015年にコンゴ共和国のブラザヴィルで開催されたアフリカ競技大会では、100m決勝で10秒04のコートジボワール記録（当時）を樹立して金メダルを獲得。アンカーを務めた4×100mリレーは38秒93をマークしての金メダル獲得に貢献し、100mとの2冠を達成した。
2016年6月6日にチェコ共和国のプラハで開催されたヨゼフ・オドロジル記念 (en) の100mで9秒99のコートジボワール記録（当時）を樹立し、10秒の壁を突破した初のコートジボワール人となった。
2016年8月にリオデジャネイロで開催されたオリンピックの100mに出場すると、14日の準決勝において自身の持つコートジボワール記録を0秒02更新する9秒97（+0.2）をマークし、この種目のコートジボワール男子としては、1964年東京オリンピックで6位に入ったGaoussou Koné以来、52年ぶり史上2人目のファイナリストとなった。迎えた決勝では準決勝のタイムを更に0秒01更新する9秒96（+0.2）をマークし、Gaoussou Konéと並ぶ過去最高成績を記録した。
2016年8月27日のダイヤモンドリーグ・ミーティング・ド・パリの100mを9秒96（-0.1）の自己ベストタイで制し、今シーズンのダイヤモンドリーグ100mのツアーチャンピオンの座をかけ、ポイント対象最終レースとなる9月1日のヴェルトクラッセチューリッヒに臨んだ。獲得ポイント20でトップに立っていたジャスティン・ガトリンが出場しなかったため、16ポイントで2位につけていたメイテは優勝すれば無条件でツアーチャンピオンに決まり、2位に入ってもマイク・ロジャース（獲得ポイント13）かチュランディ・マルティナ（獲得ポイント8）が優勝しなければツアーチャンピオンになることができたが、結果はアサファ・パウエル（9秒94）、アカニ・シンビネ（9秒99）に次ぐ9秒99（+0.4）の3位に終わり、2位とはわずか0秒004差でツアーチャンピオンを逃した。

## 家族
父は1978年アフリカ競技大会100m金メダリストのアマドゥ・メイテ、10歳年の離れた兄は16歳と277日の若さで1993年シュトゥットガルト世界選手権の4×100mリレーファイナリストに輝いたイブラヒム・メイテである。

## 自己ベスト
記録欄の（　）内の数字は風速（m/s）で、+は追い風を意味する。
| 種目 | 記録           | 年月日        | 場所             | 備考                       |
| 屋外 | 屋外           | 屋外          | 屋外             | 屋外                       |
| ---- | -------------- | ------------- | ---------------- | -------------------------- |
| 100m | 9秒96（+0.2）  | 2016年8月14日 | リオデジャネイロ | 元コートジボワール記録     |
| 100m | 9秒96（-0.1）  | 2016年8月27日 | パリ・サン＝ドニ | 元コートジボワール記録     |
| 100m | 9秒84w（+4.8） | 2017年6月18日 | ストックホルム   | 追い風参考記録             |
| 200m | 20秒37（-0.2） | 2009年10月5日 | ベイルート       | 元コートジボワール記録     |
| 室内 |                |               |                  |                            |
| 50m  | 5秒80          | 2011年2月3日  | サスカトゥーン   |                            |
| 60m  | 6秒55          | 2018年2月11日 | メス             | 元室内コートジボワール記録 |

## 主要大会成績
備考欄の記録は当時のもの
| 年   | 大会                           | 場所             | 種目    | 結果    | 記録          | 備考                                    |
| ---- | ------------------------------ | ---------------- | ------- | ------- | ------------- | --------------------------------------- |
| 2003 | 世界ユース選手権               | シェルブルック   | 100m    | 予選    | 11秒21 (+2.1) |                                         |
| 2003 | 世界ユース選手権               | シェルブルック   | 200m    | 予選    | 22秒33 (-1.7) |                                         |
| 2003 | アフリカジュニア選手権 (en)    | ガルア           | 100m    | 予選    | 10秒95 (+2.0) |                                         |
| 2003 | アフリカジュニア選手権 (en)    | ガルア           | 200m    | 準決勝  | 21秒81 (+3.0) |                                         |
| 2003 | アフリカ競技大会 (en)          | アブジャ         | 4x100mR | 7位     | 40秒81 (1走)  |                                         |
| 2004 | アフリカ選手権 (en)            | ブラザヴィル     | 200m    | 予選    | 22秒18 (-2.7) |                                         |
| 2005 | イスラム諸国連合 競技大会 (en) | メッカ           | 100m    | 7位     | 10秒63 (+0.8) |                                         |
| 2005 | イスラム諸国連合 競技大会 (en) | メッカ           | 4x100mR | 3位     | 40秒87 (1走)  |                                         |
| 2005 | アフリカジュニア選手権 (en)    | チュニス         | 100m    | 3位     | 10秒74 (-0.8) |                                         |
| 2005 | アフリカジュニア選手権 (en)    | チュニス         | 4x100mR | 決勝    | DQ (1走)      |                                         |
| 2005 | アフリカジュニア選手権 (en)    | チュニス         | 200m    | 2位     | 21秒32 (-1.5) |                                         |
| 2005 | フランス語圏競技大会 (en)      | ニアメ           | 100m    | 6位     | 10秒64 (+0.4) |                                         |
| 2005 | フランス語圏競技大会 (en)      | ニアメ           | 200m    | 優勝    | 20秒99 (+1.0) |                                         |
| 2005 | フランス語圏競技大会 (en)      | ニアメ           | 4x100mR | 優勝    | 39秒79 (3走)  |                                         |
| 2006 | アフリカ選手権 (en)            | バンブース       | 100m    | 準決勝  | DNF           |                                         |
| 2007 | アフリカ競技大会 (en)          | アルジェ         | 100m    | 準決勝  | 10秒52 (0.0)  |                                         |
| 2007 | アフリカ競技大会 (en)          | アルジェ         | 200m    | 準決勝  | 21秒18 (+1.2) |                                         |
| 2007 | アフリカ競技大会 (en)          | アルジェ         | 4x100mR | 決勝    | DQ (3走)      |                                         |
| 2009 | 世界選手権                     | ベルリン         | 100m    | 1次予選 | 10秒41 (-0.1) |                                         |
| 2009 | 世界選手権                     | ベルリン         | 200m    | 2次予選 | 20秒78 (-0.3) |                                         |
| 2009 | フランス語圏競技大会 (en)      | ベイルート       | 100m    | 優勝    | 10秒15 (+4.6) |                                         |
| 2009 | フランス語圏競技大会 (en)      | ベイルート       | 200m    | 優勝    | 20秒37 (-0.2) |                                         |
| 2009 | フランス語圏競技大会 (en)      | ベイルート       | 4x100mR | 4位     | 39秒91 (4走)  |                                         |
| 2010 | 世界室内選手権                 | ドーハ           | 60m     | 予選    | 6秒76         |                                         |
| 2010 | アフリカ選手権 (en)            | ナイロビ         | 100m    | 優勝    | 10秒08 (+1.9) |                                         |
| 2010 | アフリカ選手権 (en)            | ナイロビ         | 4x100mR | 6位     | 40秒77 (2走)  |                                         |
| 2010 | アフリカ選手権 (en)            | ナイロビ         | 200m    | 2位     | 20秒39 (+1.3) |                                         |
| 2010 | コンチネンタルカップ (en)      | スプリト         | 100m    | 5位     | 10秒32 (+0.7) | アフリカ代表                            |
| 2010 | コンチネンタルカップ (en)      | スプリト         | 200m    | 3位     | 20秒51 (+0.2) | アフリカ代表                            |
| 2011 | 世界選手権                     | 大邱             | 100m    | 予選    | 10秒45 (-1.3) |                                         |
| 2011 | 世界選手権                     | 大邱             | 200m    | 予選    | 20秒97 (+0.4) |                                         |
| 2011 | アフリカ競技大会 (en)          | マプト           | 100m    | 2位     | 10秒28 (-0.4) |                                         |
| 2011 | アフリカ競技大会 (en)          | マプト           | 200m    | 2位     | 20秒76 (+1.7) |                                         |
| 2012 | 世界室内選手権                 | イスタンブール   | 60m     | 準決勝  | 6秒71         |                                         |
| 2012 | アフリカ選手権 (en)            | ポルトノボ       | 100m    | 予選    | DQ            |                                         |
| 2012 | アフリカ選手権 (en)            | ポルトノボ       | 4x100mR | 4位     | 40秒10 (4走)  |                                         |
| 2012 | アフリカ選手権 (en)            | ポルトノボ       | 200m    | 優勝    | 20秒62 (-1.4) |                                         |
| 2012 | オリンピック                   | ロンドン         | 100m    | 準決勝  | 10秒13 (+0.7) | 予選10秒06 (+1.5)：コートジボワール記録 |
| 2012 | オリンピック                   | ロンドン         | 200m    | 予選    | DNS           |                                         |
| 2015 | 世界選手権                     | 北京             | 100m    | 準決勝  | 10秒17 (-0.4) | 予選10秒05 (-0.3)：コートジボワール記録 |
| 2015 | アフリカ競技大会 (en)          | ブラザヴィル     | 100m    | 優勝    | 10秒04 (-2.1) | コートジボワール記録                    |
| 2015 | アフリカ競技大会 (en)          | ブラザヴィル     | 4x100mR | 優勝    | 38秒93 (4走)  |                                         |
| 2016 | アフリカ選手権 (en)            | ダーバン         | 100m    | 優勝    | 9秒95 (+2.4)  |                                         |
| 2016 | アフリカ選手権 (en)            | ダーバン         | 4x100mR | 2位     | 38秒98 (4走)  |                                         |
| 2016 | オリンピック                   | リオデジャネイロ | 100m    | 6位     | 9秒96 (+0.2)  | コートジボワール記録                    |
| 2017 | 世界選手権                     | ロンドン         | 100m    | 準決勝  | 10秒12 (-0.5) |                                         |
| 2018 | 世界室内選手権                 | バーミンガム     | 60m     | 準決勝  | 6秒59         |                                         |

### ダイヤモンドリーグ
ダイヤモンドリーグの総合成績を記載。獲得ポイント欄の（　）内は出場したポイント対象レースの数を意味する。
| 年   | 種目 | 総合順位 | 獲得ポイント  |
| ---- | ---- | -------- | ------------- |
| 2016 | 100m | 2位      | 24（3レース） |

優勝したダイヤモンドリーグ個人種目の成績を記載。金色の背景はポイント対象レースを意味する。
| 年   | 大会                   | 場所             | 種目 | 記録          | 備考           |
| ---- | ---------------------- | ---------------- | ---- | ------------- | -------------- |
| 2016 | ミーティング・ド・パリ | パリ・サン＝ドニ | 100m | 9秒96（-0.1） | 自己ベストタイ |
| 2017 | ミーティング・ド・パリ | パリ             | 100m | 9秒99（-0.1） |                |